# Ünee tugalluulakh
Ünee tugalluulakh (en mongol: Үнээ тугаллуулах, deja que paran las vacas) es un juego mancala. Es jugado por los kazajos en Mongolia, en la frontera con China. Lo juegan entre dos personas. 
Si bien se utiliza un tablero de dimensiones muy reducidas, el juego es sumamente interesante ya que se extiende por más de 150 movimientos. Por su naturaleza es imposible se produzca un empate.
|  |  |  |
|  |  |  |

Posición inicial de una partida de Ünee tugalluulakh.